# International Soccer
International Soccer, ook bekend als Cup Final, is een videospel uit 1983 ontwikkeld door Andrew Spencer. Het spel werd verdeeld met videocassettes en spelcartridges. Het werd uitgegeven door Commodore.

## Overzicht
International Soccer is een voetbal videospel voor de Commodore 64. Het kan gespeeld worden door twee spelers of door één speler tegen een AI-tegenstander. Elk team kan een aantal gekleurde outfits kiezen, en de AI-tegenstander is onderverdeeld in 9 verschillende moeilijkheidsniveaus. Het is een relatief simpel voetbalspel - er is geen buitenspelregel en geen mogelijkheid om een overtreding te maken op een tegenstander.
Elk spel is onderverdeeld in twee helften helften van 200 seconden. Er zijn geen verlengingen of penalty's. Er zijn zes kleuren waaruit een speler kan kiezen: rood, geel, blauw, grijs, wit en oranje. Het winnende team krijgt na het spel een gouden trofee overhandigd door een vrouw in een blauwe jurk.